# 雨利
雨利（あめり）は日本の抽象画家、元詩人。詩人当時のペンネームはしらさか水珠。

## 人物
1994年10月に処女詩集『流浪ぎつねがケンと鳴く』(新風舎）
その当時のペンネーム『白坂 優海』で出版。
その後、親交のあった友人の自殺をきっかけに詩作を止めた。
3年後「一つの事象を抽出してクローズアップするところが、詩と似ているかもしれません」
作品は、生きることの喜びをうたったポジティブなメッセージ。
「見た人が少しでも幸せな気持ちになってもらえれば」
と抽象画を描き始める。
現在 抽象画グループ『art room 909』 代表。

### 詩集
- 流浪ぎつねがケンと鳴く(新風舎）1994年
- まほうのはね 『願い』収録 (新風舎）2000年
- にじのふもと 『さよならのつるくさ』収録 (新風舎）2001年
- そらいろのとり『あなたが生まれた日』収録 (新風舎）2002年

### 個展
- 2008年 個展『色彩の詩』：（ギャラリー風 福岡市）

### グループ展
- 2006年 『遥(はるか)展』（福岡市立美術館）
- 2007年 公募第12回『風』サムホール展（ギャラリー風 愛媛県松山市）
- 2009年 第21回山本文房堂サムホール公募展（福岡市立美術館）
- 2009年 『909展』(ギャラリー風 福岡市天神)
- 2010年 『IMAGINE展』(ギャラリー風 福岡市天神)
- 2010年 『IMAGINE－01α展－ギャラリストがつなぐ若手作家たち』(九州産業大学美術館)
- 2011年 『IMAGINE展』(ギャラリー風 福岡市天神)
- 2011年 第23回山本文房堂サムホール公募展（福岡市立美術館）
- 2012年 『IMAGINE展』(ギャラリー風 福岡市天神）
- 2012年 クロネコヤマトプロデュース『アソシエイト展inアルドマ』（ギャラリーアルドマ 福岡市）
- 2013年 『IMAGINE展』(ギャラリー風 福岡市天神）
- 2014年　Space Design Vol.2展（ココロカフェ：東京）
- 2015年　POP JAPAN展（ME AND ART GALLERY：Sydney）
- 同年　　大野城まどかぴあアートビエンナーレ（大野城まどかぴあ：福岡）

### 受賞歴
2009年 第21回山本文房堂サムホール公募展 奨励賞、マルマン賞
2011年 第23回山本文房堂サムホール公募展 入選
2015年 大野城まどかぴあアートビエンナーレ 入選

### 画集
- IMAGINE 『遠い記憶』『優しいチカラ』『小さな王様の夢』収録 (ギャラリー風）2010年
- IMAGINE02 『しゃっくり』『ふたつの心』『男と女』収録 (ギャラリー風）2011年

### 合唱曲
- 詩集 『そらいろのとりより』（当時のペンネーム『しらさか水珠』）『あなたが生まれた日』を、マンドリンクラブの人たちが合唱用にアレンジ、使用される（作曲／渡邉なつ実） - meets＆VoxMEAジョイントコンサート：名古屋市芸術創造センター 第4ステージ-マンドリン＆合唱合同ステージ

1. ↑  http://qnet.nishinippon.co.jp/entertainment/creator/20091004/20091004_0001.shtml